# Zibbz
Zibbz (stilizovano ZiBBZ) je švajcarski indi pop bend koji je predstavljao Švajcarsku na Pesmi Evrovizije 2018. u Lisabonu.

## Karijera
ZiBBZ su osnovali 2008. brat i sestra Corinne Gfeller i Stefan Gfeller. Naziv "ZiBBZ" je modifikacija engleske reči "siblings".
Od 2011. godine, žive i rade u Švajcarskoj i u Los Anđelesu. O njihovom putu ka uspehu se na kanalu Joiz prikazivala serija u periodu od 2011. do 2015. godine. Prvi studijski album su objavili 2013. godine, a drugi 2017. godine. Oba albuma su dostigla veliki uspeh na švajcarskoj nacionalnoj muzičkoj listi.
U februaru 2018. godine pobedili su na švajcarskom nacionalnom izboru za Pesmu Evrovizije 2018. sa pesmom Stones. Na Pesmi Evrovizije su nastupili u prvom polufinalu u kojem su bili 13. sa 86 bodova što nije bilo dovoljno za finale.

## Članovi
Corinne "Coco" Gfeller, rođena je 6. juna 1985. i predstvalja pevačicu ZiBBZ-a. Pohađala je Laine Theatre Arts u Londonu. Snimila je mnoge radio džinlove za RTL, FFN, Radio Fribourg i mnoge druge. Bila je prateći vokal mnogim poznatim umetnicima poput Done Samer, Prinsa, Marka Storejsa i Thirty Seconds to Mars. 18. maja 2019. je rodila sina, kojem je dala ime Bowie Leon.
Stefan "Stee" Gfeller, rođen je 3. novembra 1987. i on je klavijaturista, bunjar i producent ZiBBZ-a. Od 2003. do 2007. studirao je muziku u Vinterthuru gde je i dobio svoju SMPV diplomu. Takođe je član pank sastava Street Drum Corps.

## Albumi
- Ready? Go! (2013)
- It Takes a Village (2017)